# Jitterbug

Jitterbug

Jitterbug é um termo generalizado que descreve a dança swing, usada também como sinônimo de dança lindy hop, esta pode incluir elementos de outras danças como: jive, shag universitário, charleston e, balboa.
A dança swing originou-se nas comunidades afro-americanas da cidade de Nova York no início do século XX. Muitas casas noturnas tinham uma política apenas para brancos ou apenas para negros devido à segregação racial, no entanto, o Savoy Ballroom no Harlem tinha uma política de não separação que permitia que todos dançassem juntos e foi lá que a dança lindy hop floresceu, iniciado por dançarinos como George Snowden e Frank Manning . O termo jitterbug era originalmente um ridículo usado por clientes negros para descrever os brancos que começaram a dançar o lindy hop, pois dançavam mais rápido e saltitante do que o pretendido, como "jittering bugs", embora rapidamente tenha perdido sua conotação negativa como a versão mais errática pegou. Tanto o lindy hop quanto o "jitterbug" se tornaram populares fora do Harlem quando a dança apareceu em filmes de Hollywood e no teatro da Broadway, estrelando o grupo de performance Whitey's Lindy Hoppers .

## Etimologia
De acordo com o Oxford English Dictionary ( OED ), a palavra "jitterbug" é uma combinação das palavras "jitter" e "bug";   ambas as palavras são de origem desconhecida.
O primeiro uso da palavra "jitters" citado pelo OED é de 1929, Ato II da peça Strictly Dishonorable de Preston Sturges, onde a personagem Isabelle diz: "Willie está nervoso" é respondido por um juiz "Jitters?" ao que Isabelle responde "Sabe, ele faz caretas o tempo todo."   A segunda citação no OED é da NY Press de 2 de abril de 1930: "O jogo é jogado somente depois que os canalhas e as prostitutas tomaram muito gim e chegaram ao estado de nervosismo, uma doença conhecida entre o rebanho comum como heebie jeebies."
A primeira citação contendo o termo “jitter bug” registrada pelo OED é da canção “Jitter Bug” de Cab Calloway, de 1934. A revista Song Hits, na edição de 19 de novembro de 1939, publicou a letra, incluindo: “Eles são quatro bichinhos de jitter. Ele fica nervoso toda manhã; é por isso que o molho jitter nasceu.
De acordo com HW Fry em sua revisão do Dictionary of Word Origins por Joseph Twadell Shipley em 1945, a palavra "jitters" "é de um spoonerism ['bin and jitters' para 'gin and bitters']... e originalmente se referia a um sob a influência do gin e dos bitters".
Wentworth e Flexner explicam "jitterbug" como "[aquele] que, embora não seja um músico, gosta ou entende entusiasticamente a música swing; um fã de swing" ou "[a] pessoa que dança frequentemente ao som de música swing" ou "[um] devoto da música e dança jitterbug; aquele que segue as modas e modismos do devoto do jitterbug. . . Dançar, especialmente ao som de jazz ou swing e geralmente de maneira extremamente vigorosa e atlética".

## História antiga
Jitterbugging desenvolveu-se a partir de danças executadas por afro-americanos em juke -junks e salões de dança . As danças Carolina shag e Lindy Hop simples formaram a base do jitterbug, que deu lugar ao Lindy Hop duplo quando o rock and roll se tornou popular.
Dançarinos brancos pegaram o jitterbug enérgico de dançarinos em locais negros. Os locais no Hill District de Pittsburgh eram locais populares para os brancos aprenderem o jitterbug. O Savoy Ballroom, um salão de dança no Harlem, era um famoso local multicultural, frequentado tanto por moradores negros quanto por turistas brancos. Norma Miller, ex-dançarina do Lindy Hop que se apresentava regularmente no Savoy, observou que as danças ali realizadas eram coreografadas com antecedência, o que nem sempre era compreendido pelos turistas, que às vezes acreditavam que os performers estavam apenas dançando socialmente.
Um número musical chamado " The Jitterbug " foi escrito para o filme de 1939 O Mágico de Oz. O "jitterbug" era um bug enviado pela Bruxa Má do Oeste para atacar os heróis, forçando-os a fazer uma dança no estilo jitterbug. Embora a sequência não tenha sido incluída na versão final do filme, a Bruxa é ouvida mais tarde dizendo ao líder do macaco voador: "Mandei um pequeno inseto na frente para tirar a luta deles." A música cantada por Judy Garland como Dorothy e alguns dos diálogos estabelecidos sobreviveram da trilha sonora como o lado B do lançamento do disco "Over the Rainbow".

## Popularidade
Em 1944, com o envolvimento contínuo dos Estados Unidos na Segunda Guerra Mundial, um imposto federal de 30% foi cobrado das casas noturnas que apresentavam dança. Embora o imposto tenha sido posteriormente reduzido para 20%, placas de "Não é permitido dançar" foram colocadas em todo o país. Tem sido argumentado que esse imposto teve um papel significativo no declínio da dança pública como atividade recreativa nos Estados Unidos.
A Segunda Guerra Mundial facilitou a propagação do jitterbug nos oceanos Pacífico e Atlântico. Do outro lado do Atlântico em preparação para o Dia D, havia quase 2 milhões de soldados americanos estacionados em toda a Grã-Bretanha em maio de 1944. Dançar não era um passatempo popular na Grã-Bretanha antes da guerra, e muitos salões de baile foram fechados por falta de negócios. Com a chegada das tropas americanas, muitos deles reabriram, instalando jukeboxes em vez de contratar bandas ao vivo. Mulheres da classe trabalhadora que nunca haviam dançado recreativamente antes compunham grande parte dos participantes, junto com soldados e marinheiros americanos. Os samoanos britânicos estavam fazendo uma "versão Seabee" do jitterbug em janeiro de 1944. Em novembro de 1945, após a partida das tropas americanas após o Dia D, os casais ingleses estavam sendo avisados para não continuarem a fazer uma enérgica "dança americana rude", pois era reprovada pelas classes altas . A Time informou que as tropas americanas estacionadas na França em 1945 praticavam jitterbug e, em 1946, o jitterbug havia se tornado uma mania na Inglaterra. Já era uma dança de competição na Austrália.
Um item da United Press datado de Hollywood em 9 de junho de 1945 afirmou que a dançarina Florida Edwards recebeu uma sentença de $ 7.870 do tribunal distrital de apelações por ferimentos que sofreu enquanto praticava jitterbug no Hollywood Canteen no ano anterior.
Em 1957, o programa de televisão American Bandstand, da Filadélfia, foi adquirido pela American Broadcasting Company e exibido nos Estados Unidos. American Bandstand apresentava canções populares da época, apresentações ao vivo de músicos e dança no estúdio. Nessa época, a dança rápida mais popular era o jitterbug, que foi descrito como "uma sobra frenética dos dias de baile da era do swing que era apenas um pouco menos acrobático do que Lindy".
Em um artigo de 1962 no Memphis Commercial Appeal, o baixista Bill Black, que apoiou Elvis Presley de 1954 a 1957, listou "jitterbug" junto com o twist e o cha-cha como "os únicos números de dança que você pode tocar".